# Time Bomb (collectif)
Pour les articles homonymes, voir Time Bomb.
Time Bomb, ou Time Bomb Records Label, est un label discographique indépendant et collectif de rap français, fondé entre été 1995 et 1996 par DJ Sek, DJ Mars et Ricky.

## Histoire
Durant l'été 1995, Kessey « DJ Sek », les frères Martial « DJ Mars » et Éric « Ricky le Boss » Vlavo, tous originaires de Seine-et-Marne, ont comme projet de créer le label Time Bomb Records Label et de faire un album. Quelques mois plus tard, ils sortent la compilation Time Bomb vol. 1 qui permet l’émergence de nombreux MCs plus ou moins prometteurs tels que Booba et Ali (du groupe Lunatic), Hill « Ill » G, Cassidy et Hi-Fi (du groupe X-Men), Oxmo Puccino, Pit Baccardi, Kamal et Kassim (du groupe Jedi, qui deviendront La Famille Haussmann), Diable Rouge, Ziko, Yoka et Epsi (du groupe Yusiness). Ce label marque et influence son époque, mais apporte également une certaine évolution dans le rap français. Il s'agit alors d'un rap dit « hardcore » (cru) qui allie à la forme une écriture technique jouant d'assonances et d'allitérations. Comme l'explique Cassidy, l'un des artistes du label : « On a fait exploser le français, on a cassé les codes traditionnels, le « sujet-verbe-complément » … Tous les artistes du label parlaient deux langues : le français, et la langue de leurs parents, l’arabe, le wolof, etc. »
Ils publient leur première compilation Time Bomb vol.1 en 1995. C'est grâce à cet album que le label est reconnu et que de nombreux MCs se révèlent aux yeux du public amateur du genre. Selon Oxmo Puccino, Time Bomb est aussi beaucoup aidé à ses débuts par Mark, ancien animateur et directeur des programmes de la radio Générations : « Mark nous a offert des diffusions radiophoniques, des freestyles organisés à des dates clés, avec une promotion avant. » Le groupe se dissout assez rapidement probablement en raison de son succès au début de l'année 1999. Seuls les géniteurs DJ Sek et DJ Mars restent et d'autres rappeurs les rejoignent tel que Le Célèbre Bauza, Les Frères Diak ou encore Mam’s Maniolo.
En 2009, ils sortent la compilation Terre promise des MC’s, composé par Dj Mars et Dj Sek puis mixé par DJ Nels, qui réunit quelques-uns des titres les plus marquants du label tels que Le crime paie de Lunatic, Pucc' fiction d'Oxmo Puccino ou encore Time Bomb explose ! de l'ensemble du collectif et d'autres morceaux pour certains inédits de membres du label ainsi que d'autres rappeurs.

## Artistes

### Anciens artistes années 2000
- DJ Mars (fondateur, producteur)
- DJ Sek (fondateur, producteur)
- Le Célèbre Bauza
- Les Frères Diak
- Mam’s Maniolo
- Lyon-S (des 3 Coups)
- AIT
- Boomer
- Nes Pounta

### Anciens artistes années 90
- Booba (du groupe Lunatic)
- Ali (du groupe Lunatic)
- Hill G « Ill » (du groupe X-Men)
- Cassidy (du groupe X-Men)
- Hi-Fi (du groupe X-Men)
- Oxmo Puccino
- Pit Baccardi
- Kassim (du groupe Jedi)
- Kamal (du groupe Jedi)
- Diable Rouge
- Ziko (de La Brigade)
- Epsi (du groupe Yusiness)
- Yoka (du groupe Yusiness)

## Entourage
- Richard Vlavo (fondateur)

## Discographie
- 1995 : Time Bomb Volume 1 (compilation)
- 1999 : Time Bomb : La renaissance (maxi)
- 2000 : DJ Mars session 01 (compilation)
- 2006 : Paris New York Connection (mixtape)
- 2006 : DJ Mars - Le bal des seigneurs (compilation)
- 2009 : Terre promise des MC's (compilation)